# ニノ・サリア
ニノ・サリア（グルジア語: ნინო სალია、グルジア語ラテン翻字: Nino Salia、1898年10月15日– 1992年）は、ジョージアの歴史学者、文献学者。

## 生涯
ニノ・サリア（旧姓: クルツィカシヴィリ、グルジア語: ქურციკაშვილი、グルジア語ラテン翻字: Kurtsikashvili）は、カヘティ地方のヴァルディスバニ村で生まれた。ニノ・サリアはトビリシとサンクトペテルブルクで学問を学んだ。第一次世界大戦中、ニノ・サリアは看護師として働いていた。1926年以降はフランスに居住した。ニノ・サリアはジョージアの歴史や文化に関する重要な問題をテーマとして研究を行った。
ニノ・サリアはフランスのパリにおいて、著名な歴史学者でありカルトヴェリ学を研究するカリストラテ・サリアと出会い、結婚した。ニノ・サリアは職業としては医師であったが、ワルシャワ大学歴史学部において歴史を専攻し、卒業していた。1948年より、サリア夫妻の主導と資金援助、そしてフランス国立科学研究センターの支援により、ジョージアの歴史、文学、科学に関する学術雑誌『ベディ・カルトリサ』をパリで創刊した。この雑誌は、当初ジョージア語のみで発行されていたが、1957年にフランス語、英語、ドイツ語の多言語版となった。
『ベディ・カルトリサ』は、国外で活動するカルトヴェリ学者たちを引き寄せた。雑誌には、当時のジョージア人、アゼルバイジャン人、そして北コーカサス地方のソビエト連邦の科学者たちの論文も掲載された。
この雑誌は国外におけるジョージア文化の普及において重要な役割を果たした。この雑誌の編集委員会には多数の著名な学者が所属しており、カリストラテ・サリアが委員長を務めた。雑誌の編集長もカリストラテ・サリアであり、出版および編集業務においては妻であるニノ・サリアが献身的に支えた。この雑誌の目的は、国外に離散したジョージア人を団結させ、統一された民族精神を促進することであった。編集部は、ジョージアの現在と未来に関心を持つすべての人々に協力を呼びかけた。
ニノ・サリアおよびカリストラテ・サリアは、新進の外国人カルトヴェリ学者を積極的に支援した。またサリア夫妻は、ジョージアの科学者たちと緊密な連携を取りながら学術研究を進めようと努めた。特に注目すべきは、サリア夫妻が1980年にジョージア国立科学アカデミーのコルネリ・ケケリゼ写本研究所（現在のジョージア国立文書館）に対して、貴重な蔵書を寄贈したことである。この蔵書をもとに、サリア夫妻記念書庫基金が設立された。この基金の蔵書は、とりわけカルトヴェリ学や東洋学の文献、辞書、百科事典、そして世界中で書誌学的にも希少とされる出版物が収められている。
今日では、ジョージア国立文書館に開設されたニノ・サリア記念図書館を多くの研究者に利用している。ここには4,400点におよぶ書籍および定期刊行物が収蔵されており、フランス語、英語、ドイツ語、イタリア語、ギリシャ語、スペイン語、ラテン語などで書かれている。ニノ・サリア記念室にはカリストラテ・サリアとニノ・サリアの私物も保管されており、博物館の展示品としての地位が与えられている。

## 主な学術論文
1. ქართული მატერიალური კულტურის ძეგლები, 1971.
2. წმინდა ნინოს მიერ ქართლის მოქცევის შესახებ, 1972.
3. საქართველო: (ისტორიულ–კულტურული მიმოხილვა), თანაავტორები: კალისტრატე სალია და ვახტანგ ბერიძე, 1972.
4. პორტუგალიური მასალები ქეთევან დედოფლის წამებაზე, 1973.